# Final Days: Anthems for the Apocalypse
Final Days: Anthems for Apocalypse es el segundo álbum recopilatorio de la banda estadounidense de punk y heavy metal Plasmatics, publicado en 2002 por Plasmatics Media Inc. A diferencia del anterior álbum Put Your Love in Me: Love Songs for the Apocalypse, lanzado incluso el mismo día, se enfoca principalmente en la carrera de la banda.

## Lista de canciones
| N.º | Título             | Duración |  |
| 1.  | «The Doom Song»    | 5:23     |  |
| 2.  | «Stop»             | 4:33     |  |
| 3.  | «Brain Dead»       | 2:35     |  |
| 4.  | «Masterplan»       | 3:11     |  |
| 5.  | «Just Like on TV»  | 4:04     |  |
| 6.  | «Propagators»      | 3:02     |  |
| 7.  | «Uniformed Guards» | 4:07     |  |
| 8.  | «Opus in Cm7»      | 4:18     |  |
| 9.  | «Lies»             | 3:20     |  |
| 10. | «The Damned»       | 3:52     |  |
| 11. | «A Pig is A Pig»   | 4:56     |  |
| 12. | «Finale»           | 4:09     |  |